# Гепарин-индуцированная тромбоцитопения
Гепарин-индуцированная тромбоцитопения (ГИТ) — форма тромбоцитопении, вызываемая применением гепарина, который широко используется в клинической практике с целью профилактики и лечения тромбозов.

## История
Впервые случаи парадоксальных тромбозов при лечении гепарином описали в 1957 году сосудистые хирурги Вайзманн (Weismann) и Тобин (Tobin). В 1969 году Natelson сообщил о возникновении тромбоцитопении при этом явлении (до этого времени уровень тромбоцитов в крови рутинно не определяли). В 1973 году Д. Сильвер (Donald Silver) и соавторы удостоверили тромбоцитопению как основное звено ГИТ и предположили возможный иммунный характер.
В литературе описаны 2 типа ГИТ, различающиеся по своему патогенезу, клиническим проявлениям и принципам лечения. В общеврачебной практике термин ГИТ подразумевает ГИТ 2 типа.

## Эпидемиология
Гепарин-индуцированная тромбоцитопения — достаточно редкое осложнение и его частота зависит от молекулярной массы вводимого гепарина. Вероятность её возникновения не более 5% от общего числа пациентов, получающих нефракционированный гепарин (НФГ), в основном — больные, перенёсшие кардиохирургическую или ортопедическую операции[5]. Значительно реже ГИТ возникает при использовании низкомолекулярного гепарина (НМГ). 
Частое использование гепарина (как низкомолекулярного, так и нефракционированного) для профилактики и лечения тромбозов, вызванных COVID-19, увеличивает риск возникновения гепарин-индуцированной тромбоцитопении. Также возможно развитие вакцино-индуцированной иммунной тромботической тромбоцитопении после введения аденовирусных вакцин в рамках вакцинации от COVID-19.

## Гепарин-индуцированная тромбоцитопения 1 типа
При первом типе ГИТ происходит прямое (неиммунное) взаимодействие молекул НФГ с мембраной тромбоцита (Тр), вызывающее впоследствии активацию и агрегацию Тр с развитием тромбоцитопении. По причине неиммунного характера взаимодействия клинические проявления отмечают на 1-3 день заболевания, характеризующиеся изолированным падением числа Тр не ниже 100 x 109/л. При своевременной отмене НФГ количество Тр восстанавливается спонтанно в течение 2-4 недель и не требует какого-либо дополнительного лечения.

## Гепарин-индуцированная тромбоцитопения 2 типа
Гепарин-индуцированная тромбоцитопения 2 типа — редкая иммуноопосредованная реакция, возникающая в течение первых 4—15 суток от первого применения гепарина, характеризующаяся выработкой специфичных антител и проявляющаяся резким падением уровня Тр ниже 100 x 109/л и парадоксальными тромбозами.
Сравнительная характеристика ГИТ 1 и 2 типов.
| Характеристика | ГИТ 1 тип                               | ГИТ 2 тип                                 |
| -------------- | --------------------------------------- | ----------------------------------------- |
| Механизм       | Неиммунный                              | Иммунный                                  |
| Количество Тр  | ≥100 x 109/л / ≥50% от исходного уровня | ≤100 x 109/л / ≤50% от исходного уровня   |
| Манифестация   | В течение первых 4 дней                 | В течение 5—14 дней                       |
| Тромбозы       | Редко                                   | Часто                                     |
| Лечение        | Отмена гепарина                         | Назначение альтернативных антикоагулянтов |

### Патогенез
Ключевым звеном патогенеза является необъяснимый синтез специфических антител класса IgG (значительно реже IgA и IgM классов) к комплексу гепарин/тромбоцитарный фактор 4 (данный фактор выделяется из активированных гепарином α-гранул Тр). Появление в плазме IgG происходит в среднем на 4-10 сутки, что совпадает с началом клинических проявлений. Однако, среди пациентов с анамнезом применения НФГ в течение последних 100 дней сроки возникновения первых клинических признаков могут быть сокращены до 24 часов, по причине возможной циркуляции антител (медиана продолжительности 50-85 дней). Антитела к комплексу гепарин/тромбоцитарный фактор 4 присутствуют в крови практически всех пациентов с ГИТ 2 типа, однако, необходимо отметить факт присутствия антител (≈70 %) в крови пациентов, перенёсших подключение к аппарату искусственного кровообращения[18]. В дальнейшем происходит взаимодействие IgG, Фактор4-Тр, гепарина с образованием иммунного комплекса (ИК), способного к адсорбции на мембране Тр[19,20], происходит активация тромбоцитов (Fc фрагмент IgG связывается с Fc рецепторами Тр) с последующим разрушением и выделением в кровь вазоактивных (серотонин, гистамин, аденозин дифосфат), прокоагулянтных веществ, повышающих уровень тромбина. Кроме того ИК способны активировать/повредить клетки эндотелия в результате чего происходит образование тканевого тромбопластина, повышающего синтез тромбина и риск тромботических осложнений
Основными факторами способствующими взаимодействию гепарина и тромбоцитарного фактора 4 являются заряд молекулы и её длина, поэтому вероятность подобной реакции существенно ниже при использовании низкомолекулярного гепарина (НМГ).
Кроме того, риск возникновении ГИТ остаётся в течение нескольких недель после полной отмены гепарина.

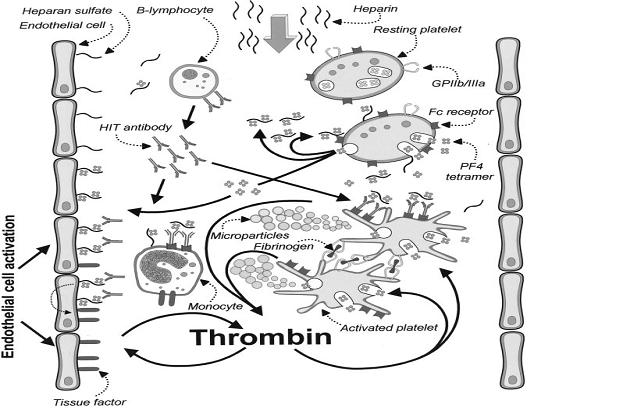
ГИТ

### Клиническая картина
Клинические признаки появляются на 5-14 день и ранее при наличии 100 дневного анамнеза инфузий НФГ, что соответствует срокам синтеза АТ в необходимом титре. Часто первым и весьма неожиданным проявлением ГИТ является тромбоз, ассоциированный с уменьшением количества Тр более чем на 50 % от исходного. Однако, описаны отдельные случаи возникновения тромбоза при нормальном уровне Тр[28]. Таким образом нет чёткой корреляции между тромбозом и степенью падения Тр.
Несмотря на преимущественное поражение венозного русла (наиболее часто глубокие вены нижних конечностей, тромбоэмболиями, тромбозами церебрального синуса), встречаются и артериальные тромбозы, последние проявляются ишемией нижних конечностей, нарушением мозгового кровообращения и инфарктом миокарда.
К редким осложнениям ГИТ относят:
1. Гепарин-индуцированные повреждения кожи: некроз кожи, особенно над жировыми отложениями, часто в области живота, также над конечностями и носом, проявляющийся эритемой, последующими пурпурой и геморрагией, аналогичные варфариновому поражению кожи. Возможное объяснение подобных проявлений — микротромботизация сосудистого русла[10][24].
2. Острые системные реакции, проявляющиеся лихорадкой, холодовой тахикардией, тахипноэ, грудной болью, фатальным кардиоваскулярным коллапсом, наблюдающиеся на протяжении 5-30 минут после струйного введения гепарина у пациентов с циркулирующими ГИТ-антителами[25].
3. Гепаринорезистентность — необходимость введения гепарина в повышенных дозах для достижения и поддержания адекватной гипокоагуляции. Патогенез предполагает нейтрализацию гепарина ТФ-4, высвобождающимся в избытке из активированных тромбоцитов или образование тромбоцитарных микрочастиц, обладающих прокоагулянтой активностью[21].
4. Кровотечения крайне редки, вероятность которых напрямую зависит от количества Тр. Наиболее часто описывают кровоизлияния в надпочечники, внутричерепные и ретроперитонеальные[15][26].

### Диагностика
Диагноз может быть поставлен на основании клинических проявлений использую бальную систему, данные лабораторных исследований могут учитываться только лишь как дополнительные, в виду низкой специфичности и частого физического отсутствия последних в лечебном учреждении, кроме того необходимо исключить все возможные другие причины клинических проявлений.
Бальная оценка вероятности ГИТ 2 типа
| Признак                        | 2 балла                                                                           | 1 балл                                                                   | 0 баллов                              |
| ------------------------------ | --------------------------------------------------------------------------------- | ------------------------------------------------------------------------ | ------------------------------------- |
| Тромбоцитопения                | Падение Тр более 50% или Тр≥20,000                                                | Падение Тр на 30-50% или Тр≥10,000                                       | Падение Тр менее 30% или Тр≤10,000    |
| Время манифестации             | 5-10 сутки или 1 первые сутки (с анамнезом инфузии гепарина за последние 30 дней) | ≥10 сутки или ≥1 дня (с анамнезом инфузии гепарина за последние 30 дней) | ≤4 дней без анамнеза инфузии гепарина |
| Тромбоз или др. осложнения     | Доказанный тромбоз, некроз кожи, или системная реакция после болюса гепарина      | Тромбоз                                                                  | Отсутствие доказанного тромбоза       |
| Другие причины тромбоцитопении | Нет                                                                               | Возможны                                                                 | Есть                                  |

6-8 высокий риск, 4-5 средний риск, менее 3 недостоверный риск

#### Лабораторная диагностика
1. Тест высвобождения серотонина — «золотой стандарт» лабораторной диагностики ГИТ. Метод основывается на взаимодействии меченых С-14 серотонином Тр донора, гепарина и инактивированной от тромбина сыворотки пациента. При активации Тр происходит высвобождение С14серотонина, что интерпретируется как позитивная реакция. Несмотря на высокие чувствительность 80 % и специфичность >90 %, использование метода ограничено, ввиду необходимости использования радиоактивных реактивов[27][28][29].
2. Тест агрегации Тр гепарином. Визуальный подсчёт агрегации Тр донора в присутствии сыворотки пациента с добавлением гепарина. Недорогой и быстрый метод, результат в течение 2-4 часов. Чувствительность 90 %, специфичность 30-50 % .
3. Иммунологический тест для определения АТ к гепарину методом ИФА Elisa .Идентификация наличия ГИТ-антител высокая чувствительность и низкая специфичность ввиду неспецифичности АТ (высокая частота ложноположительных результатов), однако вероятность ГИТ при отрицательной реакции стремится к нулю[30][31].
4. Проточная цитометрия — основывается на поиске косвенных признаков агрегации Тр, в частности P-селектина и аннексина V[32].
5. PIFA антитела к гепарин-ТФ-4,чувствительность 95 %, специфичность около 80 %, время исполнения — несколько часов[33].
6. Использование полимерных частиц, покрытых ТФ-4, при взаимодействии с сывороткой пациента происходит осаждение связанных молекул. На данный момент эта методика находится на стадии апробации[34][35].

Наличие АТ является необходимым, но не достаточным критерием постановки диагноза, напротив — отсутствие АТ является абсолютным признаком отсутствия ГИТ.

### Дифференциальная диагностика
1. Другие виды тромбоцитопений[36]. а. Послеоперационная гемоделюция. б. Избыточное потребление Тр (кровотечение, ДВС, малярия, сепсис, внутрисосудистые устройства). в. Псевдотромбоцитопения (EDTA опосредованная тромбоцитопения, GP IIb/IIIa тромбоцитопения). г. Повышенное разрушение Тр (токсическое воздействие, онкогематология, радиация). д. Недостаточное образование Тр. е. Секвестрация Тр (гипотермия, гиперспленизм).
2. Антифосфолипидный синдром.
3. Идиопатическая тромбоцитопеническая пурпура.
4. Гиперспленизм.
5. Сепсис.
6. Тромболитическая терапия.
7. ДВС-синдром.

## Лечение
Несмотря на 50-летнюю историю заболевания и бурное развитие фармакологии, сегодня не существует общепризнанных рекомендаций по лечению ГИТ, основанных на многоцентровых исследований. Однако разработан алгоритм, позволяющий в той или иной мере проводить лечебные мероприятия с разной степенью эффективности.

### Алгоритм действий при возможной или уже подтверждённой ГИТ
1. Исключить любой источник гепарина в том числе НМГ, по причине возможной перекрёстной реакции («гепариновые заглушки» и прочие скрытые источники гепарина).
2. Назначить альтернативные антикоагулянты.
3. Тест на антитела к гепарин-ТФ-4 любым доступным методом.
4. Избежать переливание тромбоцитарной массы по причине повышенного тромбообразования.
5. Так как возможно развитие варфарин-ассоциированной гангрены конечности и/или некроза кожи, не следует назначать варфарин до восстановления числа тромбоцитов хотя бы до 150 000. Пациентам, уже получившим варфарин, — назначить витамин K 10 мг per os[37][38].
6. Провести дуплексное сканирование вен нижних конечностей для исключения тромбоза глубоких вен[22].

### Альтернативные антикоагулянты (АК)
Альтернативные антикоагулянты являются единственным радикальным методом лечения ГИТ 2 типа. Выбор препарата зависит от множества показателей, таких как наличие почечной или печёночной недостаточности, периода полураспада препарата, технического оснащения лаборатории и др. Однако необходимо учитывать факт отсутствия антидота к любому из препаратов АК. Сегодня на рынке представлены 2 группы АК: ингибиторы тромбина и прямые ингибиторы фактора Х.

Молекулярная структура аргатробана

#### Ингибиторы тромбина
1. Лепирудин (рефлюдан) — рекомбинантный гирудин, необратимо связывающий тромбин. Применяется при ГИТ с/без осложнений. Т ½ составляет 80 минут (до 200 минут при ХПН). Основной метаболизм — почки. Отмечены аллергические реакции: кашель, отёк челюстно-лицевой области. Контроль дозы по АЧТВ (должно быть увеличено в 1.5-2.5) каждые 4 ч.
• Уровень МНО
• Не воздействует на активированные тромбоциты
• Противопоказание — почечная недостаточность
Описан возможный синтез антител к лепирудину, вследствие чего может повыситься антикоагулянтный эффект (возможно из-за замедленной скорости элиминации путём почечной экскреции). Необходимо поддерживать постоянную концентрацию более 2 г/мл, в противном случае может произойти тромбоз.
2. Аргатробан — применяется при ГИТ с/без осложнений, требующих чрескожных вмешательств. Т ½ = 39-51 минута. Основной метаболизм — печень. Преимущества: аллергические реакции не описаны. Недостатки: контроль дозы по АЧТВ (увеличение в 1.5-3.0) 1 раз/сутки. Противопоказан при печёночной недостаточности и/или повышения АлТ/АсТ более 3 раз. Не рекомендуется при кардиохирургических вмешательствах ввиду возможного кровотечения в раннем послеоперационном периоде. Аргатробан способен ингибировать как свободный, так и связанный с Тр тромбин.
3. Бивалирудин — синтетический аналог гирудина, необратимо связывающийся с тромбином. Применяют при ГИТ с/без осложнений, в том числе при чрескожных вмешательствах, кардиохирургических операциях с подключением к АИКу.
Преимущества:
• Основной метаболизм вне печени и почек
• Аллергические реакции не описаны
• Т ½ составляет 25-35 минут
• Не влияет на уровень МНО
Недостатки:
• Контроль дозы по АЧТВ (должно быть увеличено в 1.5-2.5), контроль каждые 4 ч.
• Требует дополнительной антитромбоцитарной терапии[61].

#### Ингибиторы фактора Х
1. Фондапаринукс — показан для лечения простых форм ГИТ. Т ½ составляет 17-21 час. Метаболизм — почки (80 %)
Преимущества:
• Способ введения — подкожно 1 раз/сутки
• Иммуногенность стремится к нулю
• Цена препарата
Недостатки:
• Спинальная/эпидуральная гематома — (10 %)
Контроль за анти ф. Х 0,5-0,8 U/ml — сложно и не всегда доступно[67].
2. Данапароид — показан для лечения простых форм ГИТ. Т ½ составляет 17-21 час. Метаболизм — почки/печень. Контроль дозы по АЧТВ
Преимущества:
• Способ введения — подкожно 2 раза/сутки
• Не проникает через плацентарный барьер
Недостатки:
• Возможна перекрёстная реакция с АТ к гепарину (10—20 %)
• Контроль за анти ф. Х 0,5-0,8 U/ml — сложно
• Большой период полувыведения.
3. Ривароксабан. Опубликованы единичные результаты об успешном применения ривароксабана для ведения пациентов, переносящих ГИТ, однако опыт применения недостаточен для внесения его в список препаратов, рекомендованных для лечения[75].

#### Длительность терапии
Длительность терапии не определена, однако с учётом возможного появления тромбоза в течение 6 недель и более от момента начала лечения следует постепенно переходить от АК на варфарин. Но не раньше полного восстановления уровня Тр.

### ГИТ 2 типа и кардиохирургия
В виду высоко риска послеоперационной ГИТ необходимо проверять уровень Тр ежедневно, поэтому изолированная послеоперационная тромбоцитопения длящаяся более 5 суток должна требует обязательного исключения ГИТ.
При наличии ГИТ в анамнезе и показаний к проведению плановой операции на сердце необходимо удостовериться в отсутствии специфических АТ одним из иммунологических методов. При позитивных иммунологических реакциях операция должна быть отложена сроком на 2 недели до повторного иммунологического исследования. При отсутствии АТ препаратом выбора является НФГ совместно с антиагрегантными препаратами из разряда тирофибана.
Кроме того, желательно исключить любое воздействие гепарина как до, так и после оперативного вмешательства заменив при необходимости НФГ на агратробан, лепирудин, бивалирудин.
При наличии показаний к проведению экстренной операции АКШ или ЧКВ на сердце среди пациентов с ГИТ давностью менее 100 суток, а также текущей ГИТ препаратами выбора являются: бивалирудин — при подключении АИКа и лепирудин — при операциях без АИКа.

## Список использованной литературы
5. P.Betrosian, Panagiotis, Zamparas, Heparin-Induced Thrombocytopenia Hellenic J Cardiol 45: 178—186, 2004
21. Warkentin TE, Greinacher A, eds. Heparin-Induced Thrombocytopenia. 2nd ed. New York, NY: Marcel Dekker, Inc; 2001
28. Hach-Wunderle V., Onset heparin-induced thrombocytopenia and thrombosis 1994 BMC ,12 13-322
61. Spiess BD, DeAnda A, McCarthy A, Yeatman D, Harness HL, Katlaps G. Off pump CABG in a patient with HITT anticoagulated with bivalirudin: a case report Anesth Analg 2002;93:SCA70
67. [Gowthami M. Arepally, M., and Thomas L. Ortel, M.Heparin-Induced Thrombocytopenia New england journal of medicine 355;8,2006
75 Garrubba M. & Turner T. 2009. Effects of rivaroxaban or dabigatran on venous thromboembolism and heparin-induced thrombocytopenia for patients undergoing total hip or knee replacement: Evidence Review. Centre for Clinical Effectiveness, Southern Health. Melbourne, Australia.